# Клин (район Наместово)
Клин (словац. Klin, венг. Klin) — деревня и община района Наместово Жилинского края Словакии.
Расположена в Бескидах в исторической области О́рава недалеко от Оравского водохранилища, в 5 км к северо-востоку от районного центра города Наместово. Площадь — 12,74 км². Член Ассоциации горных поселений Словакии.

## Население
| Год:                | 1994 | 2004     | 2014     | 2024    |
| ------------------- | ---- | -------- | -------- | ------- |
| Количество человек: | 1821 | 2036     | 2342     | 2549    |
| Разница:            |      | +11,80 % | +15,02 % | +8,83 % |

Население на 31 декабря 2020 года — 2 480 человек.

## История
Впервые упоминается 1567 году. Деревня была основана в середине 16 века по законам Валахии. В 18 веке Клин стал деревней купцов и мастеров по изготовлению льняной ткани. Помимо сельского хозяйства, жители занимались также разведением крупного рогатого скота и овец, лесозаготовками, сплавом древесины и добычей гальки из горных рек.

## Топоним
Клин — от названия местности, расположенной между двумя ручьями, текущих с гор.

## Достопримечательности
- Римско-католическая церковь Святого Антония Падуанского.
- Часовня 1825 года холме Грапада
- Статуя Христа